# Брестовиця (Пловдивська область)
Брестови́ця (болг. Брестовица) — село в Пловдивській області Болгарії. Входить до складу общини Родопи.

## Населення
За даними перепису населення 2011 року у селі проживали 3534 особи.
Національний склад населення села:
| Національність   | Кількість осіб | Відсоток |
| ---------------- | -------------- | -------- |
| болгари          | 2078           | 91,3%    |
| цигани           | 179            | 7,9%     |
| не визначились   | 9              | 0,4%     |
| Всього відповіли | 2275           |          |

Розподіл населення за віком у 2011 році:
Динаміка населення: